# 데이브 올브리튼

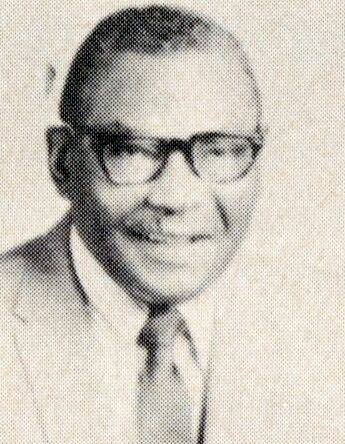

데이비드 도널드 올브리튼(David Donald Albritton, 1913년 4월 13일 ~ 1994년 5월 14일)은 미국의 육상 선수로 두발을 벌린 기술을 사용한 첫 높이뛰기 선수들 중의 하나였다.
앨라배마주 댄빌에서 태어난 올브리튼은 제시 오언스와 비슷한 점이 있다. 둘다 앨라배마 주에서 태어나 오하이오주 클리블랜드에 있는 이스트 기술 고등학교와 오하이오 주립 대학교에서 수학하였으며, 1936년 베를린 올림픽에 나갔다.
오하이오 주립 대학교의 2학년생으로서 올브리튼은 1936년 NCAA 선수권을 우승하였다.
같은 해 올브리튼과 코닐리어스 존슨은 둘다 올림픽 선발 시합에서 세게 기록을 세우는 데 2.07m를 제거하여 그 종목에서 세계 기록을 보유한 첫 흑인 선수들이 되었다. 올림픽에서 올브리턴은 2.00m와 함께 존슨에 밀려 2위를 하였다. 그와 다른 선수들이 같은 높이를 제거한 후, 올브리튼은 우승 결승전에서 은메달을 획득하였다.
올브리튼과 존슨은 메달을 받으러 갈 때 히틀러에 의하여 기가 꺾였다고 한다.
그는 1936년부터 1950년까지 7개의 국내 아마추어 육상 연합 실외 타이틀을 우승하였다. 그는 3회의 AAU 실외 챔피언(1937, 1946, 1947)이었으며, 3회의 국내 대학 타이틀(1938, 1945, 1950)을 위하여 동점을 매겼다.
후에 고등학교 교사와 코치가 되었다. 그는 6개의 기간을 위하여 오하이오 주의 연방 하원 의원을 지냈다.
1980년 미국 육상 명예의 전당에 헌액되었다. 81세의 나이로 데이턴에서 사망하였다.